# Occultic;Nine
Occultic;Nine (яп. オカルティック・ナイン Окарутикку Найн, «Оккультная девятка») — японская серия ранобэ, написанных Тиёмару Сикурой и иллюстрированных pako. Манга-адаптация за авторством Гандзии публикуется в журнале good! Afternoon издательства Kodansha с 7 октября 2015 года. Аниме-адаптация студии A-1 Pictures транслировалась с 9 октября по 25 декабря 2016 года. Также выпущен визуальный роман.

## Сюжет
История повествует о девяти людях, связанных между собой оккультным блогом под названием «Тёдзё Кагаку Кирикири Басара», который ведёт семнадцатилетний ученик старшей школы Юта Гамон.

## Персонажи
Юта Гамон (яп. 我聞 悠太 Гамон Ю:та)
Сэйю: Юки Кадзи
Рёка Нарусава (яп. 成沢 稜歌 Нарусава Рё:ка)
Сэйю: Аянэ Сакура
Сарай Хасигами (яп. 橋上 サライ Хасигами Сарай)
Сэйю: Кайто Исикава
Мию Айкава (яп. 相川 実優羽 Айкава Мию:)
Сэйю: Хитоми Ёсида
Токо Сумикадзэ (яп. 澄風 桐子 Сумикадзэ То:ко)
Сэйю: Сидзука Ито
Ариа Курэнайно (яп. 紅ノ 亞里亞 Курэнайно Ариа)
Сэйю: Миюки Савасиро
Кирю Кусакабэ (яп. 日下部 吉柳 Кусакабэ Кирю:)
Сэйю: Кисё Танияма
Ририка Нисидзоно (яп. 西園 梨々花 Нисидзоно Ририка)
Сэйю: Мамико Ното
Сюн Морицука (яп. 森塚 駿 Морицука Сюн)
Сэйю: Тэцуя Какихара

## Медиа-издания

### Ранобэ
Ранобэ написано Тиёмару Сикурой и иллюстрировано pako. Первый том был опубликован издательством Overlap под импринтом Overlap Bunko 25 августа 2014 года. Всего к 25 сентября 2017 года выпущено три тома.
Список томов
| № | Дата публикации       | ISBN                   |
| - | --------------------- | ---------------------- |
| 1 | 25 августа 2014 года  | ISBN 978-4-90686-621-2 |
| 2 | 25 апреля 2015 года   | ISBN 978-4-86554-020-8 |
| 3 | 25 сентября 2017 года | ISBN 978-4-86554-112-0 |

### Манга
Манга-адаптация Гандзии начала публиковаться в журнале good! Afternoon издательства Kodansha 7 октября 2015 года. Первый том в формате танкобона вышел 7 апреля 2016 года. По состоянию на 7 июля 2017 года всего выпущено четыре тома.
Список томов
| № | Дата публикации      | ISBN                   |
| - | -------------------- | ---------------------- |
| 1 | 7 апреля 2016 года   | ISBN 978-4-06-388133-2 |
| 2 | 7 сентября 2016 года | ISBN 978-4-06-388182-0 |
| 3 | 6 января 2017 года   | ISBN 978-4-06-388230-8 |
| 4 | 7 июля 2017 года     | ISBN 978-4-06-388276-6 |

### Аниме
Аниме-адаптация была анонсирована в марте 2016 года. Режиссёром является Кёхэй Исигуро, сценарий написан Дзюмпэем Моритой, дизайн персонажей разработан Томоаки Такасэ. Композитор — Масару Ёкояма. Аниме-сериал производства студии A-1 Pictures транслировался с 9 октября по 25 декабря 2016 года.
Открывающую композицию под названием «Seisū 3 no Nijō» (яп. 聖数３の二乗 Сэйсу: Мицу но Нидзё:) исполняет Канако Ито; закрывающей композицией является «Open your eyes» в исполнении Асаки. Музыка и слова к песням написаны Тиёмару Сикурой. Оба сингла вышли 26 октября 2016 года.

#### Список серий
| № серии | Название | Дата премьеры        |
| ------- | --- | -------------------- |
| 1       | Много людей «Такусан но Хито» (たくさんの人)                                                                                       | 9 октября 2016 года  |
| 2       | Конечно, я не в силах изменить свою судьбу «Уммэй о Каэру Тикара Нантэ Наи кара» (運命を変える力なんて無いから)                    | 16 октября 2016 года |
| 3       | Это было просто заблуждение «Мо:со: Датта но Даро: ка» (妄想だったのだろうか)                                                      | 23 октября 2016 года |
| 4       | Преступник — Юта Гамон «Ханнин ва Гамон Ю:та да» (犯人は我聞悠太だ)                                                                | 30 октября 2016 года |
| 5       | Это новый мир «Коко га Атарасий Сэкай нано нэ» (ここが新しい世界なのね)                                                            | 6 ноября 2016 года   |
| 6       | Это же были вы «Анта но Хо: Даттан да нэ» (アンタの方だったんだね)                                                                 | 13 ноября 2016 года  |
| 7       | Показ начинается «Дзё:эй Кайси» (上映開始)                                                                                         | 20 ноября 2016 года  |
| 8       | Это последнее средство, к которому мы пришли «Варэварэ но Тадорицуйта Кю:кёку но Ирё:на нода» (我々のたどり着いた究極の医療なのだ) | 27 ноября 2016 года  |
| 9       | Безусловно, миру наступит конец «Китто Сэкай ва Овару нэ» (きっと世界は終わるね)                                                   | 4 декабря 2016 года  |
| 10      | Настоящий я «Хонто: но Ватаси» (本当のワタシ)                                                                                      | 11 декабря 2016 года |
| 11      | Ради великой цели «О:и нару Мокутэки но Тамэ ё» (大いなる目的のためよ)                                                             | 18 декабря 2016 года |
| 12      | Оккультная девятка «Окарутикку Найн» (オカルティック・ナイン)                                                                      | 25 декабря 2016 года |

### Игра
Видеоигра по мотивам ранобэ была анонсирована в марте 2015 года. Выход игры компании 5pb. изначально планировался на 28 сентября 2017 года только для цифровой дистрибуции и для платформ PlayStation 4, PlayStation Vita и Xbox One, однако он был перенесён на 9 ноября в связи с подготовкой издания на дисках.

## Критика
Обозреватель сайта THEM Anime Reviews Аллен Муди отметил привлекательную концепцию аниме-сериала, несмотря на её несовершенное исполнение, указав на заметные пробелы в сюжете, а также в развитии персонажей и взаимодействии между ними. В частности, проблемными персонажами он назвал Рёку и Сюна, но похвалил работу за пару из Сарая и Токо. Он дал аниме оценку 3 из 5.